# Denkmal der Herzöge von Polen

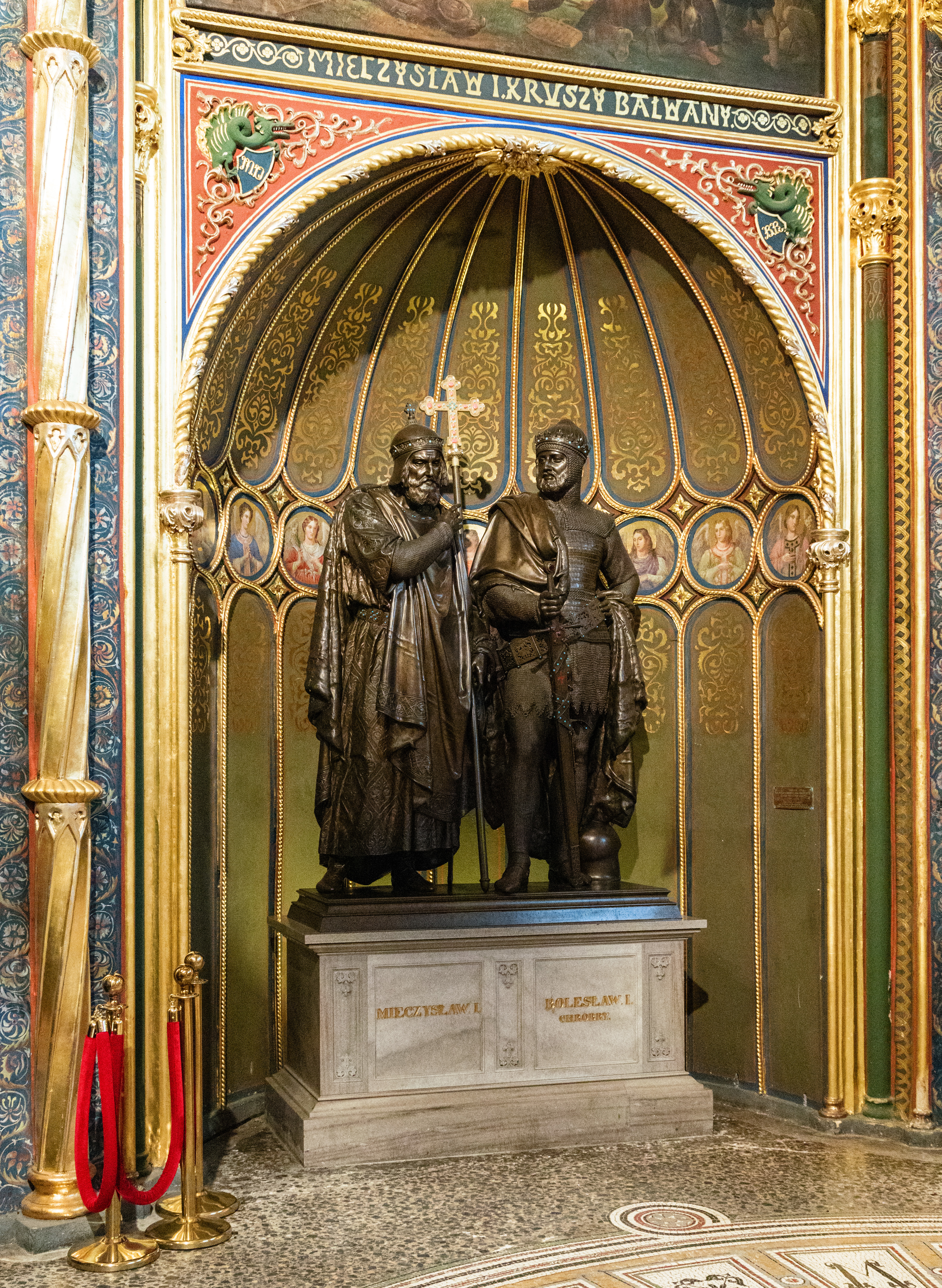
Denkmal der Herzöge von Polen in Posen

Das Denkmal der Herzöge von Polen ist ein Standbild in der Goldenen Kapelle des Posener Doms. Geschaffen 1837 bis 1840 vom Bildhauer Christian Daniel Rauch, stellt es die „Väter des Vaterlandes“ Mieszko I. und Boleslaw I. Chrobry mit Kreuzstab und Schwert dar. Es gehört zu den bedeutendsten Werken der klassizistischen Bildhauerei.

## Geschichte
Im Zusammenhang mit der 1836 bis 1840 vom Architekten Francesco Maria Lanci geschaffenen Goldenen Kapelle des Posener Doms entstand neben dem Grabmal auch das Denkmal der als „Väter des Vaterlandes“ verehrten Herzöge Mieszko I. und Boleslaw I. Chrobry von Polen. Beschlossen wurde das Projekt vom Provinziallandtag Posen und König Friedrich Wilhelm III. von Preußen bereits nach dem Wiener Kongress 1815; umgesetzt wurde es von Antoni Radziwill, dem Statthalter der Provinz Posen, und Edward Raczynski, dem Gründer der Raczynski-Bibliothek.
Die Figurengruppe wurde 1837 bis 1840 vom Bildhauer Christian Daniel Rauch entworfen und von der Bronzegießerei Lauchhammer ausgeführt. Die 2,50 Meter hohe Plastik stellt Mieszko I. als Friedensfürst mit Kreuzstab und Boleslaw I. Chrobry als Kriegsfürst mit Schwert dar. Die linke Inschrift lautet „MIECZYSLAW I.“, die rechte Inschrift „BOLESLAW I. / CHROBRY“. Von den ursprünglich reichen Verzierungen aus Gold, Silber und Edelsteinen sind heute nur wenige Reste erhalten. Es gehört zu den bedeutendsten Werken der klassizistischen Bildhauerei.
Das Grabmal besitzt allerdings nur einen Symbolcharakter, da sich die sterblichen Überreste der beiden polnischen Herrscher nicht in ihm befinden. Die historischen Gräber von Mieszko I. und Bolesław I. wurden 1038 durch den Einfall der Böhmen geplündert.